# 郭式昌
郭式昌（1830年—1905年），字谷斋，福建侯官（今福州市）人，祖籍福清。

## 生平
郭式昌为郭柏荫长子。清咸丰九年（1859年）中举人，历代理肇庆知府、代理温州知府、代理湖州知府、台州知府、金衢严道道台、代理浙江按察使。

## 著作
著有《说云楼诗草》、《湖州府志》等卷。

## 家庭
长子郭曾炘、次子郭曾準、三子郭曾程、女婿陈春瀛及孙郭则澐（郭曾炘长子）均为进士。郭式昌外孙林同骅为美国科学院院士、中国科学院外籍院士。郭式昌曾孙郭可信为中科院院士、瑞典皇家工程院外籍院士。